# Heteropterys complicata
Heteropterys complicata är en tvåhjärtbladig växtart som först beskrevs av Carl Sigismund Kunth, och fick sitt nu gällande namn av W.R.Anderson och C.Davis. Heteropterys complicata ingår i släktet Heteropterys och familjen Malpighiaceae. Inga underarter finns listade i Catalogue of Life.